# Makroscope (Mülheim)
Koordinaten: 51° 25′ 42,7″ N, 6° 52′ 45,5″ O

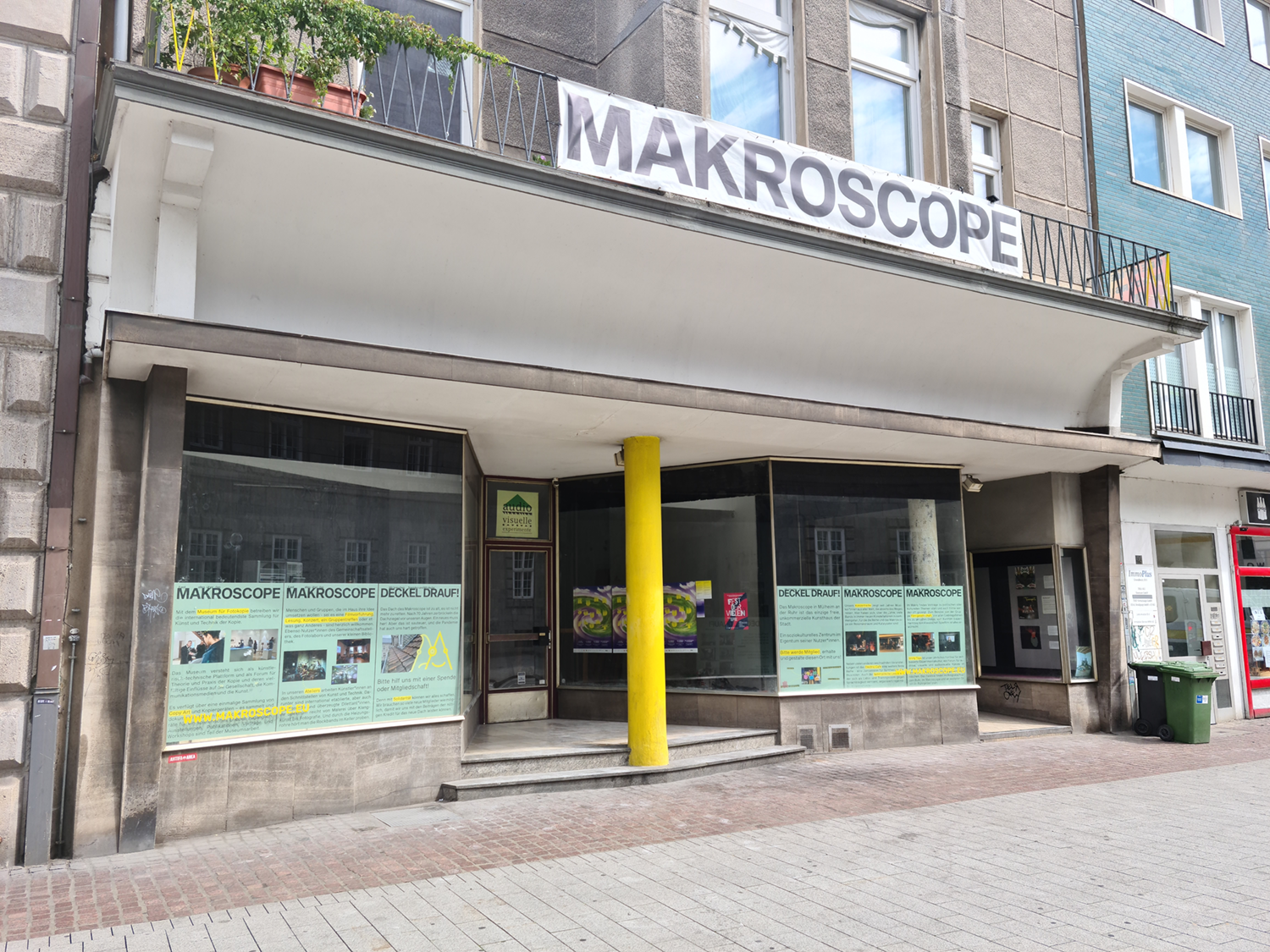
Das soziokulturelle Kunsthaus Makroscope in der Mülheimer Innenstadt, 2021

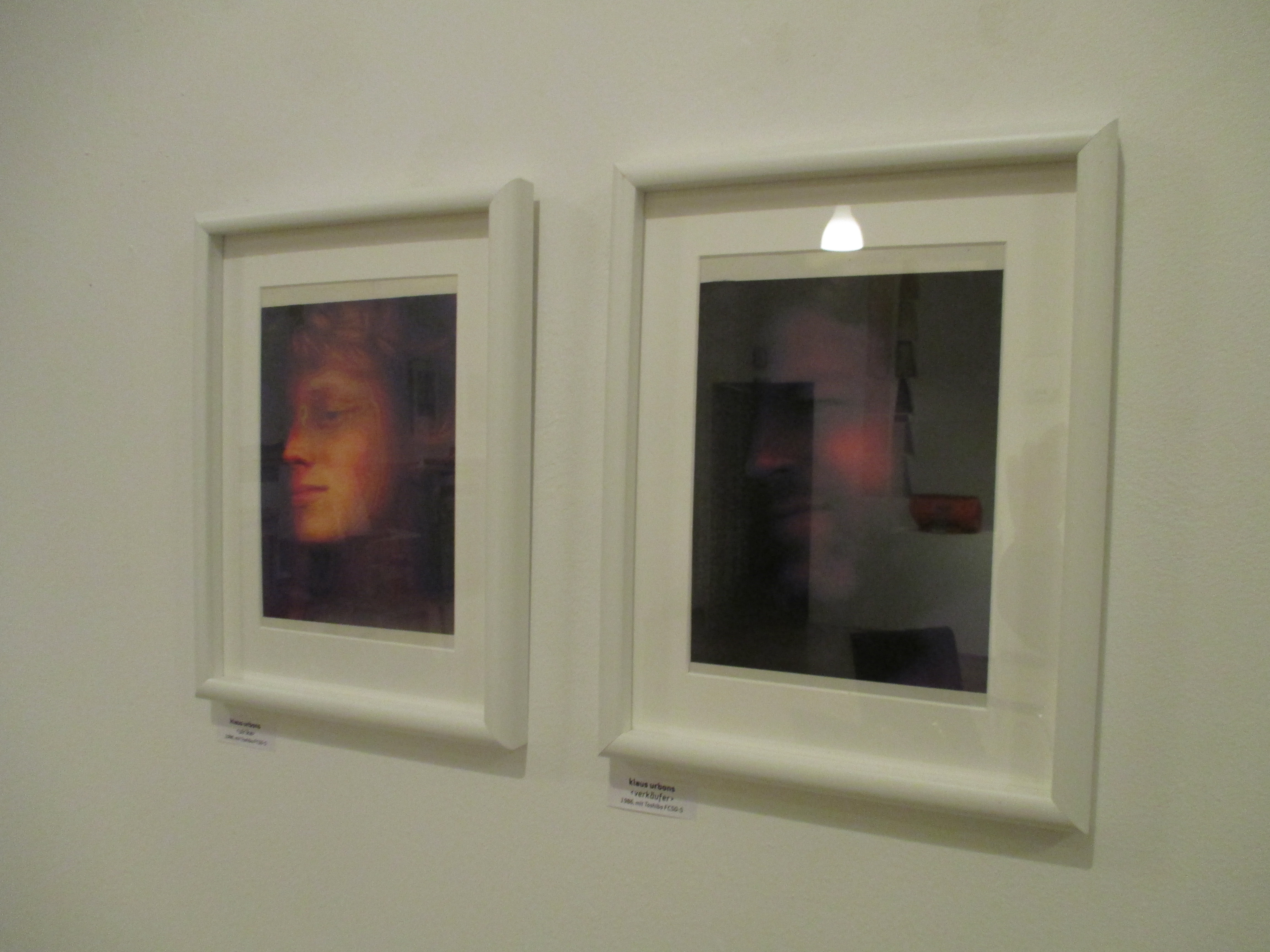
"Der Verkäufer" Copy-Art von Klaus Urbons.

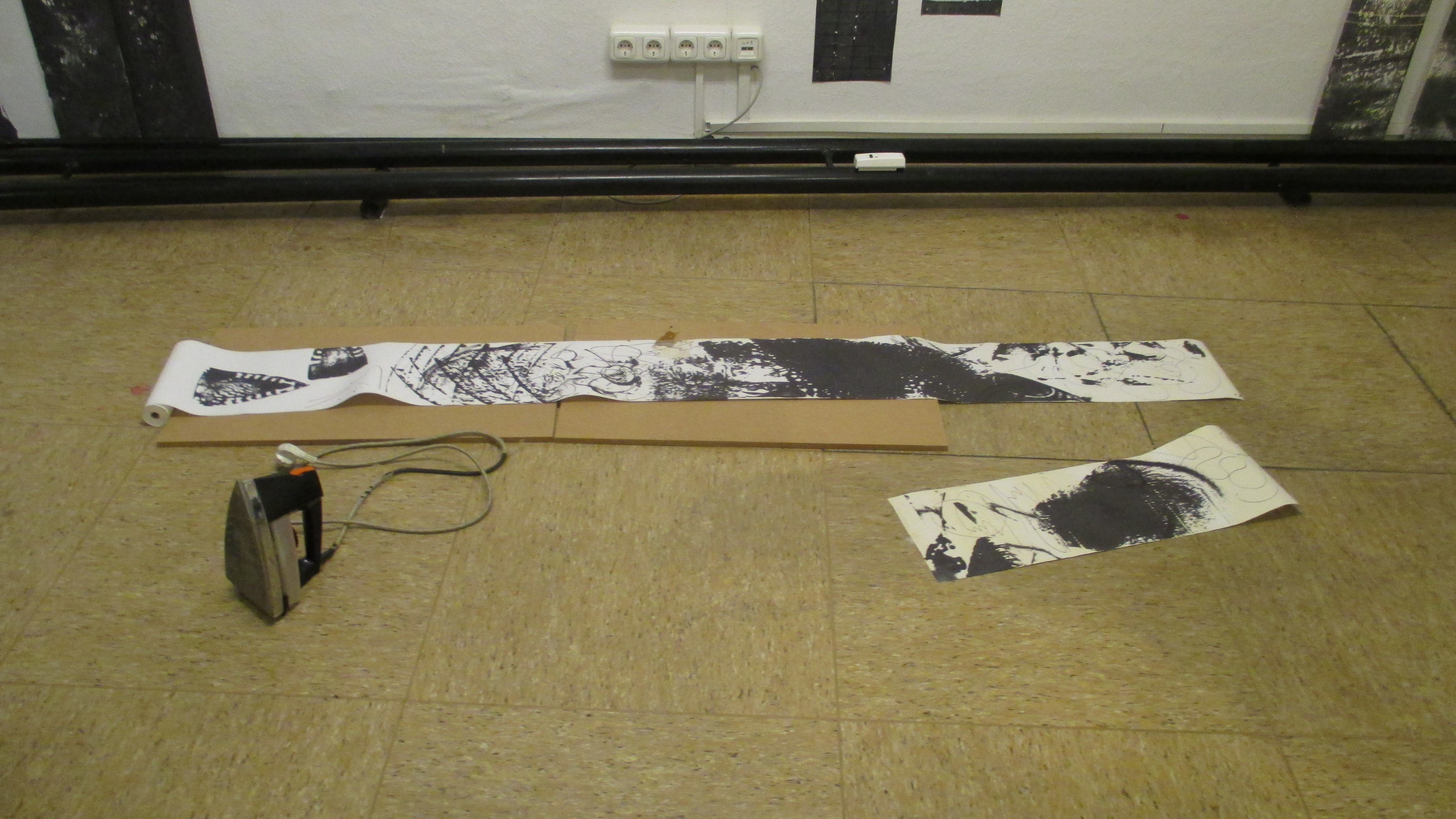
Ironing-Art - Malen mit Bügeleisen auf Thermopapier.

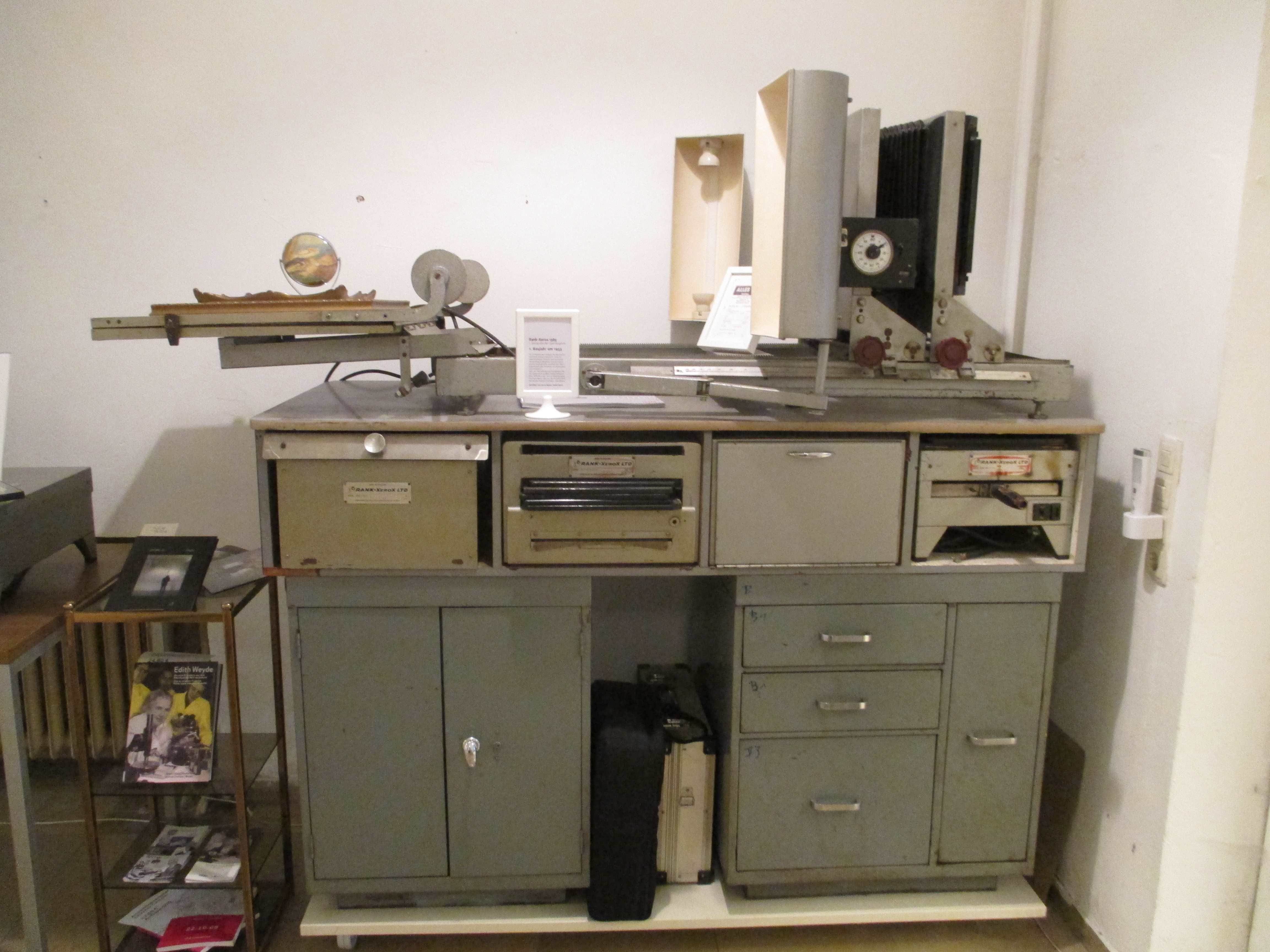
Rank Xerox Reproduktionsautomat aus dem Jahr 1953. Er ist einer der ersten handbetriebenen xerografischen Kopierer.

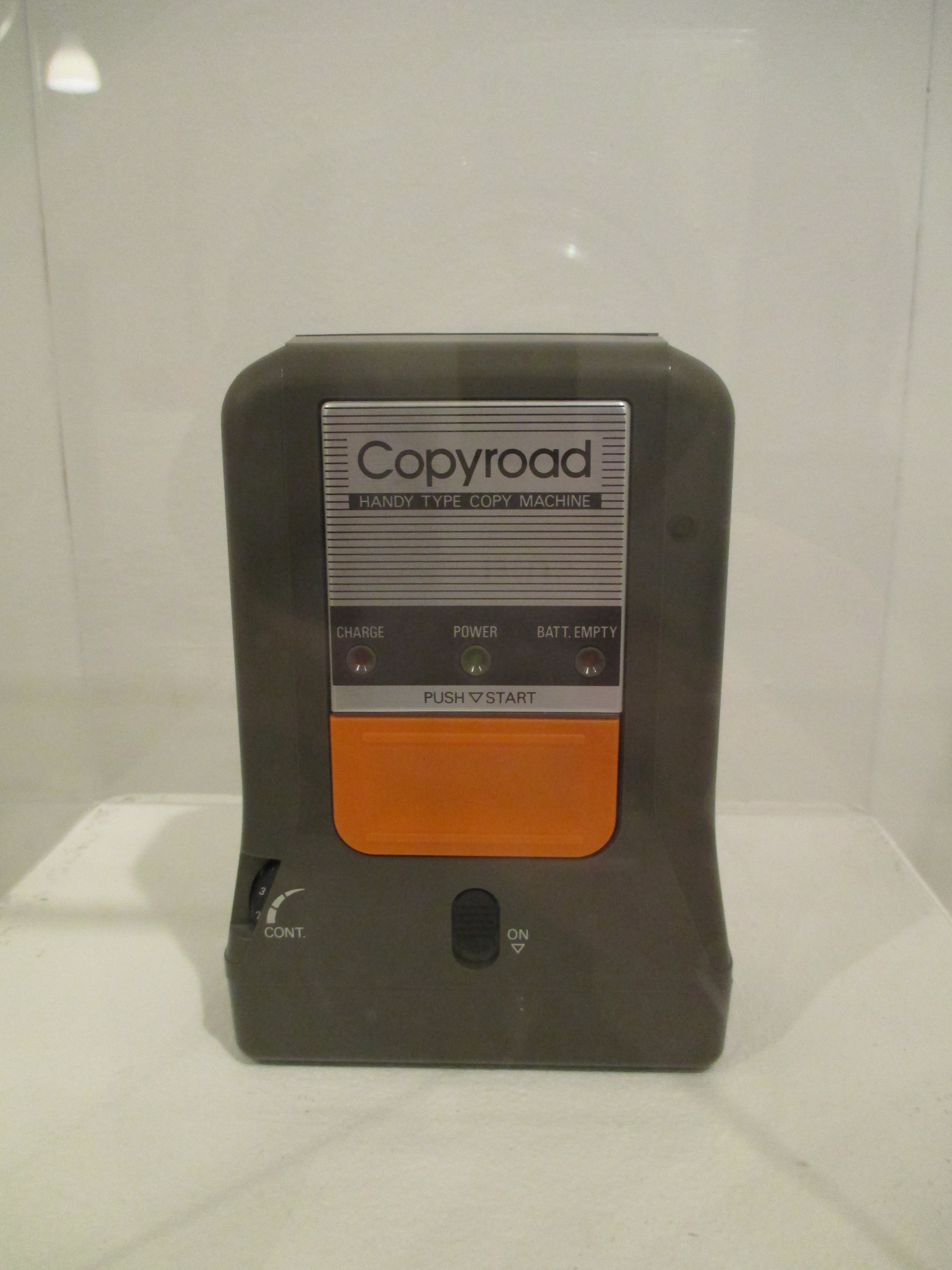
MBO Copyroad - Mit so einen Handkopierer kopierte der Künstler Franz John die komplette Galerie Paranorm in Berlin auf Thermopapier.

Das Makroscope - Zentrum für Kunst und Technik ist ein soziokulturelles Kunst- und Kulturzentrum in Mülheim an der Ruhr. Es beherbergt das Museum für Fotokopie, Räume des Shiny Toys Festivals und des Schallplattenlabels Ana Ott sowie Ateliers, ein Fotolabor, einen Bandproberaum und Seminarräume. Seit 2013 findet im Haus eine Konzertreihe für experimentelle Musik und Klangkunst statt. Ein großer Multifunktionsraum wird für wechselnde Ausstellungen, Vorträge und Filmvorführungen genutzt.

## Konzertreihe für experimentelle Musik
Seit 2013 finden, meist monatlich, Konzerte im Makroscope statt. Laut Selbstverständnis der Organisatoren liegt "der Schwerpunkt auf einem experimentellen Umgang mit Klang und einem kritischen Blick auf kulturindustrielle und popkulturelle Zusammenhänge und Zustände". Zu Gast sind meist internationale Bands und Solokünstler, darunter A Band of Buriers, Jan Klare, Datashock, International Music, The Düsseldorf Düsterboys und Asmus Tietchens.

## Museum für Fotokopie
Die Sammlung zur Technikgeschichte der modernen Fotokopie wurde seit 1985 in ehrenamtlicher Museumsarbeit vom Schriftsetzer und Diplom-Designer Klaus Urbons aufgebaut. In der Sammlung befinden sich Raritäten alter Kopierer, die zur Nutzung bereitstehen und ein Archiv mit Copy Art aus der ganzen Welt. In einer Dauerausstellung werden wechselnde Apparate, Dokumente und Objekte aus dem Archiv präsentiert.
Die Ausstellung zeigt anhand verschiedener Geräte die technische Entwicklung von der analogen Kopie bis zum Digitaldruck. Neben verschiedener Kopier- und Faxgeräten, sowie technischen Spielereien eines Selfiedruckers, sind hier auch seltene Exponate zu finden. Darunter ein um 1952 entwickelter Unikop-Blitzkopierer der Chemikerin Edith Weyde oder eine schrankgroße Luxusausführung eines Rank Xerox Reproduktionsautomat aus dem Jahre 1953. Gleichzeitig erfährt man vieles und skurrirles über die fast vergessenen Techniken der Reproduktionstechnik.
Die Copy Art-Sammlung umfasst unter anderem Arbeiten von Franz John, Dore O., Werner Nekes, Jürgen O. Olbrich, David Hockney und Robert Rauschenberg. In Ausstellungen wurden neben vielen anderen auch Arbeiten von Joseph Beuys und Andy Warhol gezeigt.
Klaus Urbons nennt seine Sammlung „Useum“. Workshops vermitteln einen interdisziplinären Gebrauch der alten Bürogeräte zur Erzeugung von Kunstwerken, als Kunstobjekt und Teil eines experimentellen Licht- oder Klangkunstexperiments.
2016 erschien im Rahmen der Museumsarbeit das erste Buch der Edition Makroscope: Edith Weyde - Wie eine Erfinderin aus dem Rheinland die Welt veränderte.
Ausstellungen (Auswahl)
- Juni 2014: „ERROR TEKK - analog video glitch patterns“ des Medienkünstlers Yochanan Rauert
- Oktober 2014: „El Lissitzky - Aspekte des fotografischen Werks“ Vortrag von Klaus Pollmeier
- Dezember 2014: „ÜberSehen“ - RealScans von Peter Helmke
- Februar 2015: „inFormation“ - Werke von Gabriele Klages
- März 2015: „O.C.D.“ - Copy-Art von Mario Santoro-Woith
- August 2015: „Electrophotography“- Ausstellung der Künstler Tom Carpenter, Joel Swartz und Charles Arnold jr.  aus Rochester N.Y.
- Oktober 2015: „CORNUCOPIA“ von Vittore Baroni
- November 2015: „Rainbow Poster“ - des Leipziger Künstlerduos Rainbow (Falk Schwalbe, Hannes Hirche)
- April 2016: „Edith Weyde“ - Ausstellung über die Erfinderin der „Blitzkopie“
- Dezember 2017: „Just push that button down“ - Ausstellung über Medienkunst, Fax-Art und Global-Art-Fusion

Auszeichnungen
- Klaus Urbons wurde 2017 mit dem Ruhrpreis für Kunst und Wissenschaft der Stadt Mülheim an der Ruhr für seine Museumsarbeit ausgezeichnet.

## Sonstiges
Das Gebäude, in dem sich heute das Makroscope befindet, hat eine wechselhafte Vergangenheit. 1933 zog in das ehemalige Hotel Terminus die NSDAP-Ortsgruppe mit ihrem Vorgesetzten Karl Camphausen ein. Offiziell hieß die Geschäftsstelle am Rathaus Horst-Wessel-Haus. Die Mülheimer nannten es nur „das braune Haus“. Nach dem Krieg eröffnete hier das Schreibwaren-Kaufhaus Prüßmann. Das Traditionsunternehmen zog 2007 in die Wallstraße 5 um. Später wurde das Gebäude vom Filmbüro NRW und der Klimainitiative Mülheim genutzt.